# Нижний Шенгавит
Нижний Шенгавит (арм. Ներքին Շենգավիթ) — часть административного района Шенгавит в Ереване, Армения.

## Описание
Состоит из 16 улиц. Названия улиц соответствуют их нумерации. Самая длинная улица — 6-я, а самая короткая — 2-я. До 1958 года Нижний Шенгавит не входил в город Ереван, а был селом в составе Шаумяновского района Армянской ССР. Бывший сельсовет находится на 12-й улице. После того, как село вошло в черту города Ереван, в здании сельсовета разместилась Детская библиотека имени Ав. Исаакяна.